# HP TouchPad
Das HP TouchPad ist ein Tablet-Computer des amerikanischen Herstellers Hewlett-Packard, der sich durch seinen berührungsempfindlichen Bildschirm (Multi-Touch) steuern lässt. Es war der erste Tablet-Computer mit dem Betriebssystem HP webOS 3.0. Das HP TouchPad wurde am 9. Februar 2011 auf einer Pressekonferenz angekündigt und war in den USA seit 1. Juli und in Deutschland seit 15. Juli 2011 erhältlich. Im August 2011 verkündete der Konzern die Einstellung der Tablets. Apple hatte sein iPad im Jahr zuvor der Öffentlichkeit vorgestellt.

## Hardware
Das Gerät verfügt über einen 9,7-Zoll-Touchscreen und wird von einem Dual-Core-Prozessor vom Typ Snapdragon mit 1 Gigabyte Arbeitsspeicher betrieben. Geplant war, das TouchPad in zwei Varianten auf den Markt zu bringen: nur mit Wi-Fi sowie mit Wi-Fi und zusätzlich dem Mobilfunkstandard 3G. Aufgrund der Einstellung des HP Touchpads seitens HP ist nur die Wi-Fi-Version auf den Markt gekommen.
Die letzte Touchpad-Version hatte 64 GB Speicher und eine weiße Rückseite, die Doppelkern-CPU wurde mit 1,5 GHz getaktet. Die 16- und 32-GB-Versionen liefen noch mit 1,2 GHz.
Eine geplante 7-Zoll-Version mit 1,5 GHz Dual-Core-CPU und 3G Modem wurde nur 2 Tage vor Produktionsstart von HP am 19. August 2011 eingestellt.
Das Gerät kann serienmäßig über eine spezielle Dockingstation, den sogenannten Touchstone, drahtlos via Induktion geladen werden. Als weiteres Originalzubehör wurden eine Bluetooth-Tastatur und faltbare Schutztasche angeboten.

## Software
Als Betriebssystem wird das für Tablet-Computer optimierte HP webOS 3.0 verwendet. Ursprünglich wurde das HP Touchpad für ein Android-Betriebssystem entwickelt (Android 2.3x) aber von HP quasi in letzter Minute auf WebOS umgestellt.

## Alternative Software
Das CyanogenMod-Team hat das Google Open-Source-Betriebssystem Android in den Versionen 2.3.7 „Gingerbread“, 4.0 „Ice Cream Sandwich“ sowie 4.4.2 „Kitkat“ auf das TouchPad gebracht. HP unterstützt das CyanogenMod-Team durch die Bereitstellung von Kernel-Quellcodes. Durch andere Entwickler erhielt das Touchpad im Jahr 2019 ein Update auf Android 9.